# Dánia közigazgatása
Dániában 2007. január 1-jén közigazgatási reformot hajtottak végre. A reform előtt az ország regionális szinten 13 megyére és 3 megyei jogokkal bíró községre oszlott, helyi szinten pedig – az utóbbiakat is beleértve – 270 község volt. A reform eredményeként a megyéket 5 régió váltotta fel, a községek száma pedig 98-ra csökkent.

## Önkormányzattal rendelkező területek
A dán közjog különbséget tesz a „Királyság” (Rigsfællesskabet) és a „Dániai Királyság” (Kongeriget Danmark) között. A "Királyság" 3 részből áll: Dánia, Feröer és Grönland. Ez a három részegység egyenlőtlen szövetséget alkot abban az értelemben, hogy bár a három részegység autonóm belügyeiket illetően, a szövetséget érintő közös kérdéseket a szövetség egyik részegysége, a szűkebb értelemben vett Dánia intézi.
Dániához tartozik, de széles körű autonómiával bír két önkormányzattal rendelkező terület (selvstyrende områder):
- Feröer – Tórshavn
- Grönland – Nuuk

Feröer és Grönland 2-2 képviselőt küld a 179 tagú Folketingbe.

## Régiók
Dánia 5 régióra oszlik.

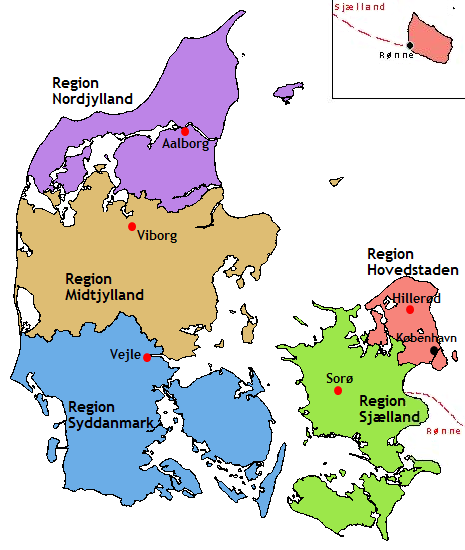
Dánia régiói 2007-től (NUTS 2)

A regionális tanács a régió vezető testülete. 41 tagból áll, akiket 4 évre választanak közvetlen választások útján.
A regionális tanács elnöke a tanács vezetője. Az elnököt a tanács választja.
A végrehajtó bizottságot a regionális tanács választja. 11-19 tagból állhat. A tanács eseti bizottságokat is felállíthat, hogy segítsék a munkáját.
A regionális önkormányzatok feladatai a következő területekre terjednek ki:
- Egészségügy
- Szomatikus kórházi szolgáltatás
- Egészségbiztosítás
- Mentális egészségvédelem
- Szociális szolgáltatások és speciális oktatás
- Hátrányos helyzetű csoportok intézményeinek működtetése
- Regionális fejlesztés
- Vállalkozásösztönzés
- Idegenforgalom
- Természet és környezet
- Foglalkoztatás
- Oktatás és kultúra
- Elmaradott és vidéki területek fejlesztése
- Talajvédelem, nyersanyagok feltérképezése és tervezése
- Közösségi közlekedés[2]

A régiók és székhelyeik:
- Hovedstaden – Hillerød
- Midtjylland – Viborg
- Nordjylland – Aalborg
- Sjælland – Sorø
- Syddanmark – Vejle

## Községek
Dániában a helyi önkormányzati szintet 98 község (kommune, tsz. kommuner) alkotja.
A községi tanács tagjait négy évre választják egy arányos képviseleti rendszerben, szavazatmegosztással (a választók saját listát állíthatnak össze különböző listákon induló jelöltekből). Ez a döntéshozó testület választja meg a végrehajtó bizottságok tagjait.
A végrehajtó bizottságok felelősek a helyi adminisztrációért. A községi tanácsot állandó bizottságok segítik a döntések előkészítésében. A tanács köteles pénzügyi bizottságot felállítani, de más bizottságokat is létrehozhat.
A polgármestert a községi tanács választja négy évre. Ő vezeti a hivatalt és a tanácsot is.
A községi önkormányzatok feladatai a következő területekre terjednek ki:
- Alapfokú és speciális oktatás
- Helyi adózás
- Gyermekgondozás
- Kultúra
- Sport
- Közszolgáltatások, szociális szolgáltatások
- Foglalkoztatás
- Üzleti szolgáltatások
- Közösségi közlekedés, utak
- Természet, környezet és tervezés
- Általános állampolgári szolgáltatások[2]

## Közigazgatás a reform előtt
2006. december 31-éig az ország 13 megyére (amt, tsz. amter) illetve (2006. január 1. óta) 270 községre (kommune, tsz. kommuner) oszlott, melyek közül három (Koppenhága, Frederiksberg és Bornholm megyei jogokkal bírt.
A megyék és megyei jogú községek* 2006. december 31-éig:
1. Bornholm regionális község* – Rønne
2. Frederiksberg község* – Frederiksberg
3. Frederiksborg megye – Hillerød
4. Fyn megye – Odense
5. Koppenhága megye – Glostrup
6. Koppenhága község* – København
7. Nordjylland megye – Aalborg
8. Ribe megye – Ribe
9. Ringkøbing megye – Ringkøbing
10. Roskilde megye – Roskilde
11. Storstrøm megye – Nykøbing Falster
12. Sønderjylland megye (Nordschleswig) – Åbenrå (Apenrade)
13. Vejle megye – Vejle
14. Vestsjælland megye – Sorø
15. Viborg megye – Viborg
16. Århus megye – Århus